# 苞叶兰属
苞叶兰属（学名：Brachycorythis）是兰科下的一个属，为陆生兰。该属共有约32种，分布于非洲与亚洲的热带地区。